# 三门海镇
袍里乡，是中华人民共和国广西壮族自治区河池市凤山县下辖的一个乡镇级行政单位。

## 行政区划
袍里乡下辖以下地区：
月里村、坡心村、弄仁村、谋屯村、仁安村、央峒村和廷社村。